# 天神山城 (陸奥国)
天神山城（てんじんやましろ）は、福島県双葉郡楢葉町北田にあった日本の城。
文献資料等に記載がないため詳細は不明であるが、構造的に戦国時代末期の城郭に見られる特徴を有していることから、当時この地域を支配していた岩城氏によって築かれた城と考えられている。

## 立地
東を太平洋、北を井出川、南西を木戸川に囲まれた標高40メートルほどの段丘上、南西部に位置する。現存する城郭域は、東西270メートル、南北160メートル、面積42,200平方メートルに及び、そのほとんどが天神岬スポーツ公園と北田天満宮にあたる。
また、城跡の東側には、弥生時代中期の集団墓である天神原遺跡（福島県指定史跡）がある。

## 遺構
土塁や堀が極めて良好な状態で残っている。現在、確認できる郭は以下のとおり。
- Ⅰ郭：北田天満宮が立地。本丸と考えられる。
- Ⅱ郭：Ⅰ郭の南隣に位置する。
- Ⅲ郭：Ⅱ郭の南隣に位置する。
- Ⅳ郭（外郭）：Ⅰ・Ⅱ郭の北側を囲むように位置する。

また、上記以外にも外郭のさらに北東に位置するあやめ池は、外堀であったと考えられている。

## 歴史
1980年（昭和55年）7月に楢葉町教育委員会がⅡ郭と土塁の一部を対象に調査を行ったが、建物跡や遺物の発見には至らず、築城年代の特定には至らなかった。
同調査の調査概報によれば、縄張りが酷似する他の城館跡の年代を踏まえ、天神山城も戦国時代最末期のものではないかとまとめている。

## アクセス
- JR常磐線竜田駅から徒歩約30分
- 常磐自動車道広野インターチェンジから車で約15分